# Wolha Kawalkowa

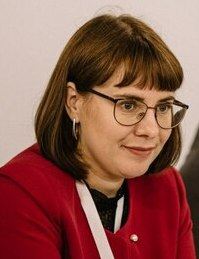
Olga Kowalkowa, bzw. Wolha Kawalkowa

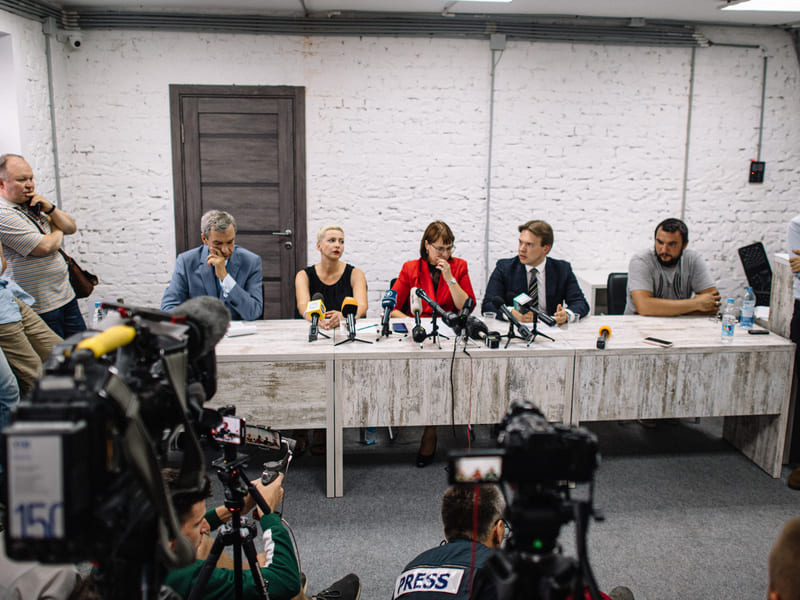
Kawalkowa bei einer Sitzung des Koordinierungsrates (Mitte) im August 2020

Wolha Aljaksandrauna Kawalkowa (belarussisch Вольга Аляксандраўна Кавалькова, russisch Ольга Александровна Ковалькова Olga Alexandrowna Kowalkowa, englische Transkription Olga Alexandrovna Kovalkova; * 26. Januar 1984 in Minsk) ist eine belarussische Juristin und führende Oppositionelle. Sie gehörte zum Team um die Präsidentschaftskandidatin Swetlana Tichanowskaja und wurde als Mitglied des Koordinierungsrates, der im Zuge der Proteste in Belarus 2020 nach den Präsidentschaftswahlen gegründet worden war, einer internationalen Öffentlichkeit bekannt.

## Leben
Im Jahr 2006 schloss Kawalkowa ihr Studium an der Akademie des Innenministeriums als Rechtsanwältin ab. Von 2004 bis 2008 arbeitete sie in der Regionalverwaltung von Minsk. Seit 2009 war sie als Juristin und Hauptbuchhalterin für Verbrauchergenossenschaften im Wohnungsbau tätig. Von 2011 bis 2014 arbeitete sie zudem als Dozentin an einem Institut für Fortbildung.

## Politischer Werdegang
Unter den Mitgliedern des im August 2020 tätig gewordenen Koordinierungsrates kann Kawalkowa am ehesten als Berufspolitikerin angesehen werden. Sie ist schon seit einigen Jahren in der Oppositionsbewegung aktiv gewesen. Seit 2011 ist sie Mitglied der nicht offiziell registrierten Partei der Belarussischen Christdemokratie und derzeit stellvertretende Vorsitzende. Sie war aktiv, gegen die sowjetische Abtreibungsgesetze zu protestieren, die eine Abtreibung ohne triftigen Grund bis zum sechsten Schwangerschaftsmonat möglich machten. Sie ist für eine liberale Regelung bis zur zwölften Woche und einen möglichen später durchgeführten Abbruch aus medizinischen Gründen. Bereits 2012 gehörte sie zum Parteivorstand ihrer Partei und besuchte mit einer Delegation oppositioneller Politiker auf Einladung der Konrad-Adenauer-Stiftung vom 22. bis 24. Oktober 2012 Berlin, wo sie in Gesprächen im Auswärtigen Amt, im Deutschen Bundestag und im Bundeskanzleramt über die bedrückende Situation in ihrem Heimatland nach den Parlamentswahlen vom 23. September 2012 berichtete. Bereits zu der Zeit beklagte sie die anhaltenden Repressionen, massiven Wahlfälschungen und den sich zunehmend verschlechternden wirtschaftlichen Zustand des Landes. Im Wahlkampf für die belarussische Präsidentschaft 2020 registrierte Kovalkova eine Initiativgruppe zu ihrer Nominierung als Kandidatin. Die Registrierung war jedoch nicht erfolgreich. Deshalb schloss sie sich im weiteren Verlauf des Wahlkampfes Swetlana Tichanowskaja an und wurde eine ihrer engen Vertrauten. Nach der Wahl gehörte Kawalkowa zu den Initiatoren des Koordinierungsrates.
Am 20. August 2020 nahm der Generalstaatsanwalt von Belarus Ermittlungen gegen die Mitglieder des Koordinierungsrates auf, denen die Beteiligung an der Vorbereitung eines Staatsstreichs zur Last gelegt wurde.
Am 24. August 2020 wurden Kawalkowa und Sjarhej Dyleuski von der Sonderpolizei OMON festgenommen.
Kawalkowa wurde offenbar von der belarussischen Staatsmacht dazu gedrängt, nach Polen auszureisen. Am 5. September 2020 gab sie gemeinsam mit Michal Dworczyk, dem Kabinettschef des polnischen Ministerpräsidenten Mateusz Morawiecki, eine Pressekonferenz vor Journalisten in Warschau. Dort sagte sie, sie sei nach ihrer Festnahme in der vergangenen Woche von belarussischen Sicherheitskräften bedroht und anschließend zur polnischen Grenze gebracht worden. Sie sei vor die Entscheidung gestellt worden, entweder auszureisen oder sehr lange im Gefängnis zu sitzen. Das, was ihr angetan worden sei, betrachte sie als Folter.
Im März 2023 verurteilte ein belarussisches Gericht Kawalkowa in Abwesenheit zu 12 Jahren Haft.

## Internationale Reaktionen
Die außenpolitische Sprecherin der österreichischen Grünen, Ewa Ernst-Dziedzic, sprach sich kurz nach der Festnahme Dyleuskis und Kawalkowas dafür aus, dass Österreich beiden politisches Asyl in Österreich anbietet.
Auf der Pressekonferenz am 5. September 2020 sagte Dworczyk, nach einem Beschluss von Regierungschef Morawiecki könnten „alle Opfer der politischen Repressionen in Belarus auf die Unterstützung und Hilfe Polens zählen.“

## Auszeichnungen
- 2020: Sacharow-Preis (Preis für Demokratie und Menschenrechte)[9][10]